# Kaspar Förster młodszy
Kaspar Förster młodszy (ochrzczony 28 lutego 1616 w Gdańsku, zm. 2 lutego 1673 w Gdańsku Oliwie)  – kompozytor, śpiewak (słynny z niezwykle rozległej skali głosu – od basu do sopranu) i kapelmistrz.

## Życiorys
Pochodził z rodziny muzycznej – był synem kompozytora gdańskiego, Kaspara Förstera starszego, u którego pobierał pierwsze nauki w dziedzinie muzyki. Od 1633 studiował w Rzymie w Collegio Germanico, w tym czasie był też aktywny na dworze Medyceuszów we Florencji. Stamtąd został zaproszony w 1637 do Warszawy, gdzie w ramach uroczystości weselnych brał udział jako śpiewak w wystawieniu La Santa Cecilia.
W latach 1637–1651 był dyrygentem chóru i śpiewakiem (bas) kapeli królewskiej w Warszawie La Santa Cecilia, gdzie uzupełniał swą wiedzę muzyczną u działającego na dworze włoskiego kompozytora Marco Scacchiego . Wspomina go współczesny mu kompozytor i administrator królewski, Adam Jarzębski, w swoim Opisaniu Warszawy:
Masz tam z FORSZTERA altystę,
W bas i tenor, dyszkatystę;
Gdy chce, wzgórę wyprawuje,
Potym nadół wyśpiewuje
Kilka oktaw, to nowina!
Jako muzyk działał w Kopenhadze na dworze króla Fryderyka III (1652-55). Po wybuchu wojny między Danią i Szwecją (1655) wrócił do rodzinnego Gdańska, gdzie objął funkcję kapelmistrza w kościele Mariackim. Następnie powrócił na dwór Fryderyka III, gdzie pracował w latach 1661-1667. W tym czasie kilkakrotnie odwiedził Wenecję, gdzie studiował u Giacomo Carissimiego, odgrywając przy tym ważną rolę w przenoszeniu stylu włoskiego do Europy północnej. Później działał jeszcze krótki czas w Hamburgu i Dreźnie, po czym powrócił do Gdańska .
Większość zachowanych utworów Förstera stanowią Koncerty wokalne i kantaty kościelne na 3 głosy, 2 skrzypiec i basso continuo. Często zawierają bardzo niską i trudną partię basową. Dzieła jego ojca, który też był kompozytorem, nie zachowały się.

## Znane utwory
- 35 kantat (koncertów), np.:
  - Ad arma fideles, KBPJ 1,
  - Beatus vir, KBPJ 3,
  - Dulcis amor Jesu, KBPJ 14,
  - Et cum ingressus esset Jesu, KBPJ 16,
  - Repleta est malis, KBPJ 35,
- Domine Dominus noster à 10;
- 3 oratoria (dialogi biblijne):
  - Vanitas vanitatum – Dialogo de divite et paupere, KBPJ 46,
  - Viri Isrealite – Dialogus de Judith et Holoferne, KBPJ 47,
  - Congregantes Philistei – Dialogi Davidis cum Philisteo;
- 4 kantaty świeckie;
- 6 Sonat à 3 na 2 skrzypiec, violę lub fagot i basso continuo, np.
  - Sonata à 3 ex G, KBPJ 38,
  - Sonata à 3 ex B, KBPJ 39,
  - Sonata à 3 „La Pazza”, KBPJ 40,
  - Sonata à 3 ex d „La Sidon”;
- Sonata à 7 na 2 cynki, fagot, 2 skrzypiec, viola, violone i basso continuo.

## Nagrania
- YouTube: Sonata à 3 ex c
- YouTube: Sonata à 3 na 2 skrzypiec, fagot i b.c.
- YouTube: Vanitas vanitatum, Dialogo de divite et paupere
- YouTube: Domine Dominus noster à 10